# Französische Frauenfußballmeisterschaft 1982/83
Die französische Frauenfußballmeisterschaft 1982/83 war die neunte Ausspielung dieses Titels nach der offiziellen Anerkennung des Frauenfußballs durch die FFF, den Fußballverband Frankreichs im Jahr 1970.
Die Meisterschaft 1982/83 – eine frankreichweite höchste Liga gab es vor 1992 nicht – wurde in einer Mischung aus Gruppenspiel- und K.o.-Modus ausgetragen; für die Teilnahme an der landesweiten Endrunde mussten sich die Frauschaften zuvor auf regionaler Ebene qualifizieren. Die Vorjahresmeisterinnen von Stade Reims schieden ebenso wie der letztjährige Finalist AS Étrœungt im Viertelfinale aus. Meister wurde zum ersten Mal in seiner Vereinsgeschichte VGA Saint-Maur.

## Vorrunde
Zunächst wurde in acht regional aufgeteilten Gruppen à sechs Frauschaften jeweils eine doppelte Punkterunde mit Hin- und Rückspielen ausgetragen. Die danach je drei Gruppenbesten, insgesamt also 24 Teams, erreichten die nächste Runde, das Viertelfinale, während die anderen 24 Mannschaften um das sogenannte Championnat de Deuxième Division, also die Zweitligameisterschaft, spielten. In den Gruppen der beiden ersten Runden trat jeder Verein gegen jeden anderen zweimal an, in einem Heim- und einem Auswärtsspiel. Bei Punktgleichheit von zwei oder mehr Teams – es galt die Zwei-Punkte-Regel – gab zunächst der direkte Vergleich und, falls notwendig, anschließend die bessere Tordifferenz aus sämtlichen Spielen den Ausschlag.
In den verwendeten Quellen werden für Vorrunde und Viertelfinale keine einzelnen Ergebnisse, sondern lediglich Abschlussplatzierungen und Pluspunktzahlen angegeben. Da Letztere nicht vollständig und teilweise auch widersprüchlich sind, wird hier in der Vorrunde auf diese Angabe verzichtet.
| Gruppe | Rang 1 bis 3                                                 | Rang 4 bis 6                                         |
| ------ | ------------------------------------------------------------ | ---------------------------------------------------- |
| A      | AS Étrœungt, FCF Hénin-Beaumont, AS Saint-Quentin            | US Fécamp, Fémina OS Hem, FC Calais Beau-Marais      |
| B      | FR Sessenheim, FC Metz, AS Nancy                             | US Foug, ASPTT Strasbourg, FC Baldersheim            |
| C      | FC Lyon, US Orléans, AS Moulins                              | AS Valentigney, FC Vendenheim, RC Saint-Étienne      |
| D      | SC Caluire Saint-Clair, Olympique Marseille, US Cannes-Bocca | FC Valence, Olympique Beaucaire, FC Grenoble         |
| E      | AS Muret, ES Arpajon-sur-Cère, AS Union Toulouse             | ASPTT Bordeaux, US Beaumont, US Colomiers            |
| F      | ASJ Soyaux, US Montfaucon, FF Cholet                         | FC Rochefort, AAJ Blois, Olympique Royan             |
| G      | Stade Quimper, CS Saint-Brieuc, FC Bergot Brest              | FCF Condé-sur-Noireau, US Le Mans, Dreux FF          |
| H      | VGA Saint-Maur, Stade Reims, ES Juvisy-sur-Orge              | Paris Saint-Germain, AO Boran-sur-Oise, FCF Colombes |

## Viertelfinale
Nach Abschluss der Gruppenspiele dieser Runde qualifizierte sich nur der jeweilige Tabellenerste für das Halbfinale, dessen Begegnungen in Hin- und Rückspiel ausgetragen wurden. Für die Viertelfinal-Gruppen C und D liegen keine Punktzahlen vor.
| Pl. | Verein             | Pkte. |
| --- | ------------------ | ----- |
| 1.  | FCF Hénin-Beaumont | 15    |
| 2.  | AS Étrœungt        | 13    |
| 3.  | ES Juvisy-sur-Orge | 9     |
| 4.  | FC Metz            | 8     |
| 5.  | AS Saint-Quentin   | 6     |
| 6.  | AS Nancy           | 5     |

| Pl. | Verein                 | Pkte. |
| --- | ---------------------- | ----- |
| 1.  | VGA Saint-Maur         | 18    |
| 2.  | AS Moulins             | 15    |
| 3.  | Stade Reims            | 13    |
| 4.  | US Orléans             | 8     |
| 5.  | SC Caluire Saint-Clair | 6     |
| 6.  | FR Sessenheim          | 2     |

| Pl. | Verein              | Pkte. |
| --- | ------------------- | ----- |
| 1.  | US Cannes-Bocca     | k. A. |
| 2.  | AS Muret            | k. A. |
| 3.  | FC Lyon             | k. A. |
| 4.  | Olympique Marseille | k. A. |
| 5.  | AS Union Toulouse   | k. A. |
| 6.  | ES Arpajon          | k. A. |

| Pl. | Verein          | Pkte. |
| --- | --------------- | ----- |
| 1.  | ASJ Soyaux      | k. A. |
| 2.  | Stade Quimper   | k. A. |
| 3.  | CS Saint-Brieuc | k. A. |
| 4.  | US Montfaucon   | k. A. |
| 5.  | FC Bergot Brest | k. A. |
| 6.  | FF Cholet       | k. A. |

## Halbfinale
Die Begegnungen wurden am 15. und 29. Mai 1983 ausgetragen.
| VGA Saint-Maur – US Cannes-Bocca | 2:0 | 3:2 |
| ASJ Soyaux – FCF Hénin-Beaumont  | 4:2 | 0:2 |

## Endspiel
Das Finale fand am 12. Juni 1983 in Pierrelatte statt.
| VGA Saint-Maur – FCF Hénin-Beaumont | 1:1 (0:1) 07:6 i. E. |

Aufstellungen
- Saint-Maur: Sandrine Roux – Marie-Antoinette Bilon, Noiret, Véronique Thomas-Gemmrich, Soblès – Sylvie Baracat, Élisabeth Loisel, Marie-Agnès Annequin – Thérésin, Martine Puentes, Régine Mismacq
Trainerin: Dominique Tedeschi
- Hénin-Beaumont: Pronier – Soltane, Deleplace, Lajlar, M. Golawski – Rigaux, Sylvie Pinte, Véronique Picard – Évelyne Golawski, Van Dael, Dubois
Trainer: Henri Noch

Tore
0:1 Pinte (17.)

1:1 Puentes (49.)

Die Torschützinnen im Elfmeterschießen sind nicht bekannt.